# Điện Mặt Trời Bàu Ngứ
Điện Mặt Trời Bàu Ngứ hay điện Mặt Trời Bầu Ngứ là nhà máy điện Mặt Trời xây dựng trên vùng đất bàu (hồ) Ngứ ở thôn Bàu Ngứ, xã Phước Dinh, huyện Thuận Nam, tỉnh Ninh Thuận, Việt Nam.
Điện Mặt Trời Bàu Ngứ có công suất lắp máy 37,4 MW (45,8 MWp), sản lượng điện hàng năm khoảng 100 triệu kWh, khởi công tháng 1 năm 2018, có tổng mức đầu tư 1.150 tỷ đồng, lắp đặt gần 190.000 tấm pin năng lượng Mặt Trời, hoàn thành tháng 7 năm 2019.
Nhà máy có diện tích hoạt động 75 ha, trong đó một phần là vùng nước của bàu Ngứ, trước đây dự kiến hoàn thành tháng 12 năm 2018.